# Aterro sanitário

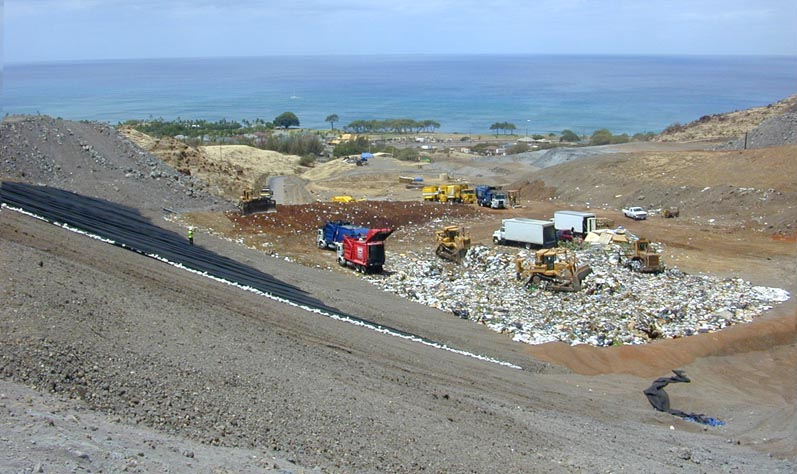
Aterro sanitário no Havaí

Aterro sanitário é um local destinado à decomposição final de resíduos sólidos gerados pela atividade humana. Nele são dispostos resíduos domésticos, comerciais, da indústria de construção e também resíduos sólidos retirados do esgoto. O aterro consiste na técnica de enterro dos resíduos, buscando sua decomposição a longo prazo na natureza. Faz parte da ampla ciência de tratamento de resíduos sólidos.

## Condições e características

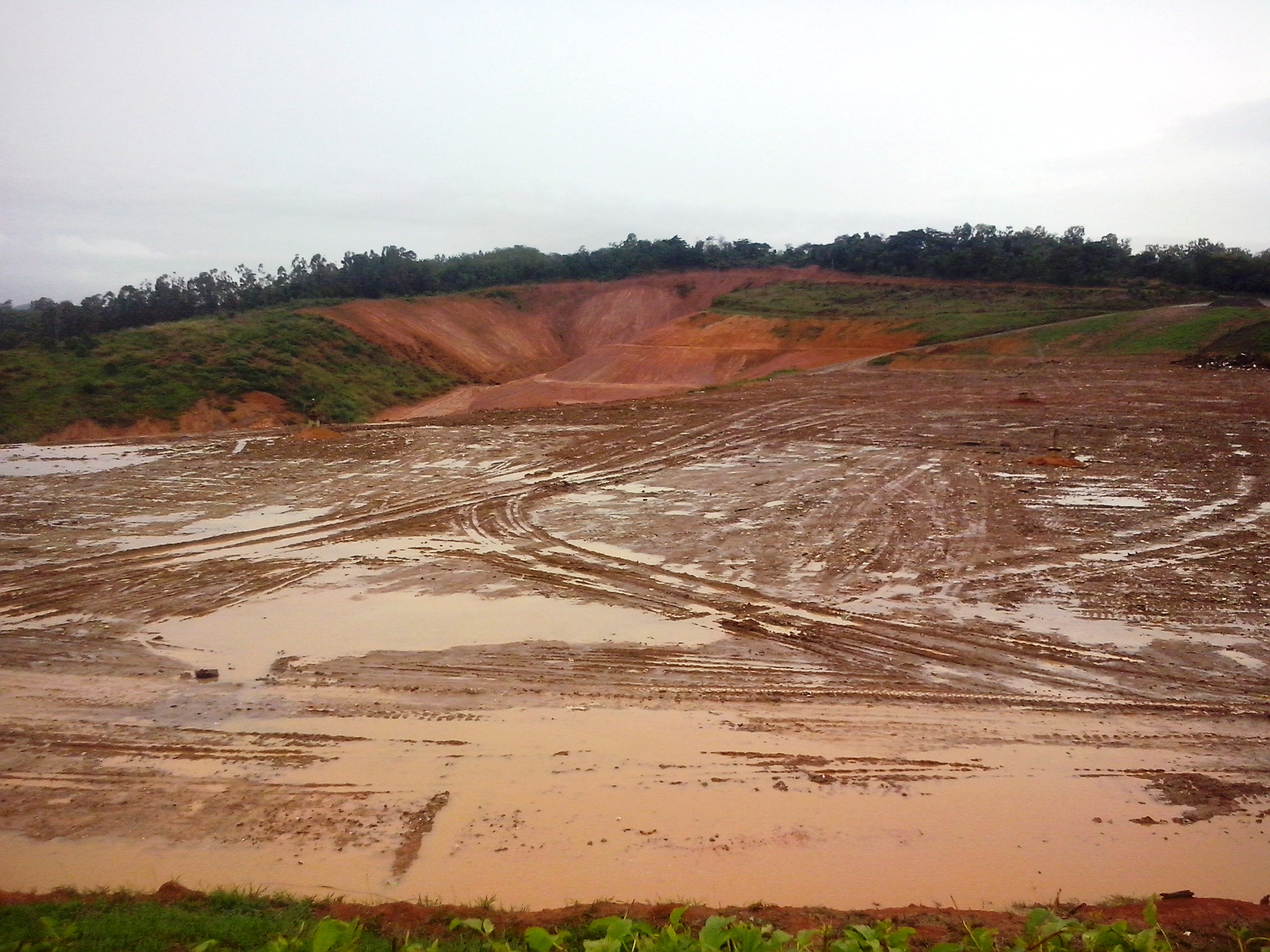
Aterro sanitário de Santana do Paraíso, destinação final dos resíduos gerados no Vale do Aço.

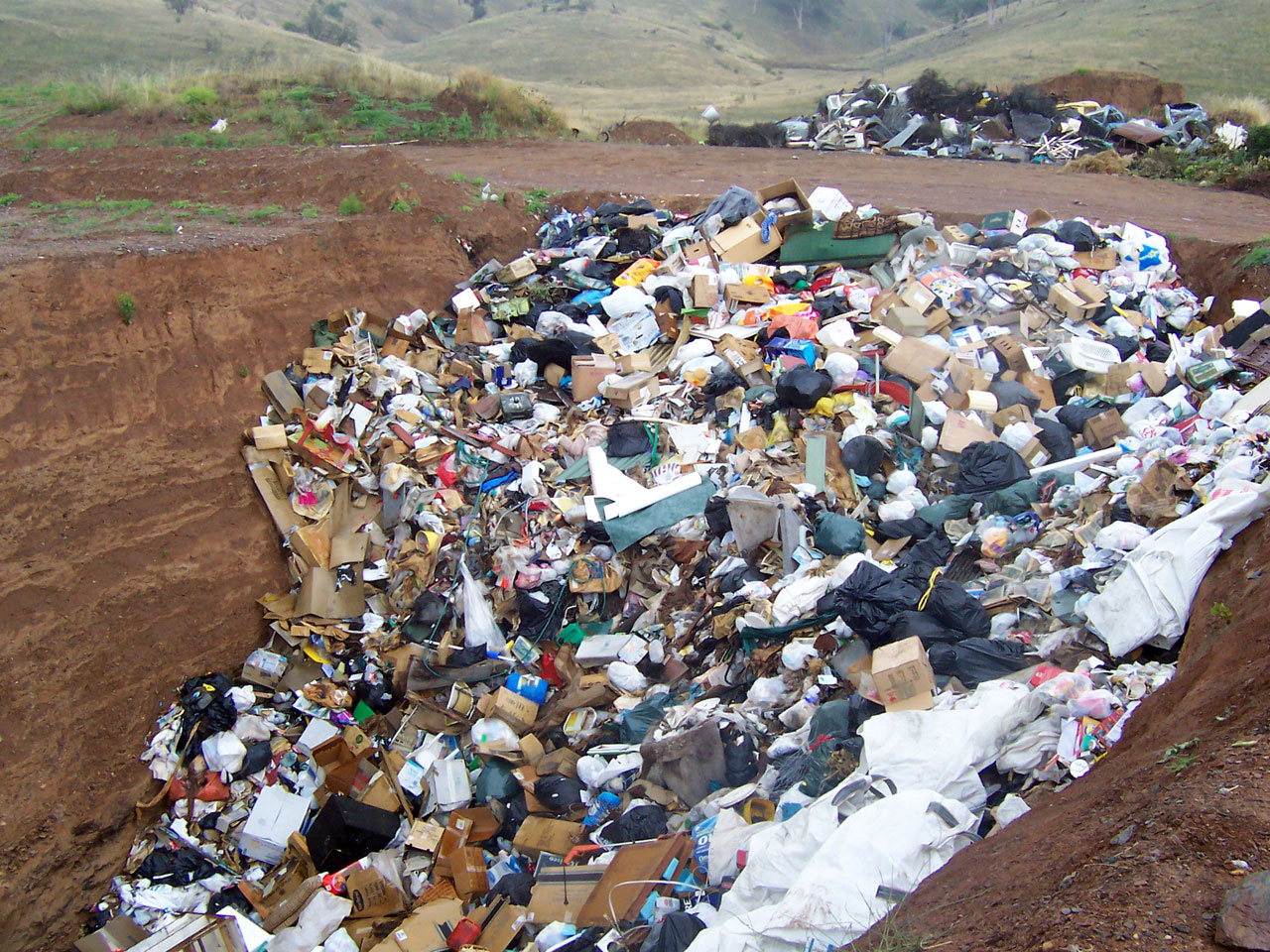
Disposição inadequada de resíduos, o aterro controlado ("lixão").

A base do aterro sanitário deve ser constituída por um sistema de drenagem de chorume acima de uma camada impermeável de polietileno de alta densidade (P.E.A.D.), sobre uma camada de solo compactado para evitar o vazamento de material líquido para o solo, evitando assim a contaminação de lençóis freáticos. O chorume deve ser tratado e reinserido (reinserido ao aterro) causando assim uma menor poluição ao meio ambiente.
Seu interior deve possuir um sistema de drenagem de gases que possibilite a coleta do biogás, que é constituído por metano, gás carbônico (CO2) e vapor d'água, entre outros, é também formado pela decomposição dos resíduos. Este efluente deve ser queimado ou beneficiado. Estes gases podem ser queimados na atmosfera ou aproveitados para geração de energia. No caso de países em desenvolvimento, como o Brasil, a utilização do biogás pode ter como recompensa financeira a compensação por créditos de carbono ou CERs do Mecanismo de Desenvolvimento Limpo, conforme previsto no Protocolo de Quioto.
Sua cobertura é constituída por um sistema de drenagem de águas pluviais, que não permita a infiltração de águas de chuva para o interior do aterro. No Brasil, usa-se normalmente uma camada de argila compactada.
Um aterro sanitário deve também possuir um sistema de monitoramento ambiental (topográfico e hidrogeológico) e pátio de estocagem de materiais. Para aterros que recebem resíduos de populações acima de 30 mil habitantes é desejável também muro ou cerca limítrofe, sistema de controle de entrada de resíduos (ex. balança rodoviária), guarita de entrada, prédio administrativo, oficina e borracharia.
Quando atinge o limite de capacidade de armazenagem, o aterro é alvo de um processo de monitorização específico, e se reunidas as condições, pode albergar um espaço verde ou mesmo um parque de lazer, eliminando assim o efeito estético negativo.
Existem critérios de distância mínima de um aterro sanitário e um curso de água, uma região populosa e assim por diante. No Brasil, recomenda-se que a distância mínima de um aterro sanitário para um curso de água deve ser de 200m.

## No Brasil
No Brasil, um aterro sanitário é definido como um aterro de resíduos sólidos urbanos, ou seja, adequado para a recepção de resíduos de origem doméstica, varrição de vias públicas e comércios. Os resíduos industriais devem ser destinados a aterro de resíduos sólidos industriais (enquadrado como classe II quando não perigoso e não inerte e classe I quando tratar-se de resíduo perigoso, de acordo com a norma técnica da ABNT 10.004/04 - "Resíduos Sólidos - Classificação"). A produção de lixo aumenta continuamente e por isso novas soluções são procuradas para desafogar os aterros. Em Contagem, Minas Gerais, tem sido usado o fosfogesso para redução de 30 a 35% do volume de resíduo sólido. Antes da implantação, a alternativa foi testada pelo laboratório do Institute of Phosphate Research (FIPR), nos Estados Unidos.

## Em Portugal
Existem 32 aterros sanitários ativos em Portugal, segundo os dados de 2019 da Agência Portuguesa do Ambiente (APA). Destes, 18 são exclusivos para os resíduos sólidos urbanos, ou seja, aqueles que produzidos em casa e no dia a dia. Em 2020, em Portugal Continental, cada pessoa produziu aproximadamente 512 quilos de lixo ao longo do ano. Isto significa que, em média, cada português gerou 1,40 quilos de resíduos por dia, o que se traduziu, no total e no final do ano, em mais de 5 milhões de toneladas. Os dados recolhidos pela APA dão ainda conta de que, entre 2015 e 2019, 33% dos resíduos urbanos que produzimos foram enviados para os aterros sanitários.

## Ver ambém
- Geossintético
- Aterro Industrial
- Queima de gases do petróleo